# Kranzprodukt
Das Kranzprodukt (engl. wreath product) ist ein Begriff aus der Gruppentheorie und bezeichnet ein spezielles semidirektes Produkt von Gruppen.

## Definition
Sind {\displaystyle G} und {\displaystyle J} Gruppen und operiert {\displaystyle J} auf einer Menge {\displaystyle Y}, so wird dadurch eine Operation von {\displaystyle J} auf {\displaystyle G^{Y}} (der Gruppe aller Abbildungen von {\displaystyle Y} nach {\displaystyle G} mit punktweiser Verknüpfung) induziert durch:
{\displaystyle \forall j\in J,f\in G^{Y}:(^{j}f)(y)=f(^{j^{-1}}y)}
Jedes {\displaystyle j\in J} definiert auf diese Weise einen Automorphismus von {\displaystyle G^{Y}}.
Somit kann das Kranzprodukt {\displaystyle G\wr _{Y}J} als das semidirekte Produkt aus {\displaystyle G^{Y}} und {\displaystyle J} bezüglich ebendieser Operation definiert werden. Manchmal betrachtet man auch das eingeschränkte Kranzprodukt. Dieses erhält man, indem man statt der Gruppe aller Abbildungen von {\displaystyle Y} nach {\displaystyle G} nur die Untergruppe der Abbildungen betrachtet, die fast überall verschwinden.

## Eigenschaften
Aus der Definition lässt sich sofort die Kardinalität von Kranzprodukten ableiten:
{\displaystyle \left|G\wr _{Y}J\right|=\left|G\right|^{\left|Y\right|}\cdot \left|J\right|}
Da jede Gruppe auf sich selbst durch Linksmultiplikation operiert, ist es auch oft so, dass nur das entsprechende Kranzprodukt {\displaystyle G\wr _{J}J} definiert wird.
Ebenso üblich ist es, Y als endliche Menge {\displaystyle \{1,...,n\}} festzusetzen und für J nur Untergruppen von Sym(n) mit der kanonischen Operation auf Y zuzulassen.

### Operationen
Operiert G auf einer Menge X, so wird dadurch und durch die Operation von J auf Y eine Operation von {\displaystyle G\wr _{Y}J} auf {\displaystyle X\times Y} induziert:
{\displaystyle \forall (x,y)\in X\times Y,(f,j)\in G\wr _{Y}J:^{(f,j)}(x,y):=(^{f(^{j}y)}x,^{j}y)}
Diese Operation ist genau dann treu/transitiv, wenn die Operationen von G auf X und J auf Y treu/transitiv sind.

### Gruppenerweiterungen
Ist H eine Erweiterung von N durch Q, so lässt sich H als eine Untergruppe eines Kranzprodukts aus N und Q darstellen. Dies ist vielleicht eine der wichtigsten Eigenschaften von Kranzprodukten, da jede endliche Gruppe durch Erweiterungen einfacher endlicher Gruppen darstellbar ist.
Gegeben ist also eine exakte Sequenz
{\displaystyle 1\longrightarrow N\longrightarrow ^{\!\!\!\!\!\!\!\!\!\iota }\ \,H\longrightarrow ^{\!\!\!\!\!\!\!\!\!\pi }\ \,Q\longrightarrow 1}
Außerdem sei eine Abbildung {\displaystyle q\colon H\to H} gegeben, die {\displaystyle \forall g\in H:q(g)\iota (N)=g\iota (N)} erfüllt und jedem Element einen festen Repräsentanten seiner jeweiligen Nebenklasse zuordnet. Weiterhin muss gelten {\displaystyle \forall g\in H:q(g^{-1})=q(g)^{-1}}. (Ist N unendlich, so ist eine solche Funktion möglicherweise nur mit dem Auswahlaxiom zu finden)
Die Einbettung {\displaystyle \phi \colon H\hookrightarrow N\wr _{Q}Q} (Q operiert auf sich selbst durch Linksmultiplikation) ist dann gegeben durch:
{\displaystyle \phi (h):=(\sigma _{h},\pi (h))\,}
Hierbei ist {\displaystyle \sigma _{h}\colon Q\to N} wie folgt definiert:
{\displaystyle \sigma _{h}(yN):=\iota ^{-1}(q(y^{-1})\cdot h\cdot q(h^{-1}y))}
Diese Einbettung geht zurück auf L. Kaloujnine und M. Krasner.

## Beispiele
Die p-Sylow-Gruppen der symmetrischen Gruppe {\displaystyle S_{n}} lassen sich als iterierte Kranzprodukte zyklischer Gruppen darstellen.
Dazu definiert man rekursiv eine Folge von Gruppen durch
{\displaystyle W_{p,0}:=\{1\}} und {\displaystyle W_{p,n+1}:=W_{p,n}\wr _{\mathbb {Z} _{p}}\mathbb {Z} _{p}},
wobei die Operation von {\displaystyle J=\mathbb {Z} _{p}} auf {\displaystyle Y=\mathbb {Z} _{p}} durch Linksmultiplikation gegeben ist.
Stellt man n zur Basis p dar, d. h. als Summe {\displaystyle \sum _{i=0}^{k}{c_{i}p^{i}}} mit {\displaystyle c_{i}\in \{0,...,p-1\}}, so sind die p-Sylow-Gruppen von {\displaystyle S_{n}} dann isomorph zu {\displaystyle \prod _{i=0}^{k}{W_{p,i}^{c_{i}}}}

## Zum Symbol
Die senkrechte Tilde, die für das Kranzprodukt verwendet wird, befindet sich im Unicode-Block Mathematische Operatoren auf Position U+2240, in TeX und LaTeX kann es mit \wreath bzw. \wr dargestellt werden.